# Persone di nome Andrea/Politici
| Questa pagina contiene informazioni ricavate automaticamente dalle voci biografiche con l'ausilio del template Bio e di un bot. L'aggiornamento è periodico e automatico e ricostruisce completamente la pagina. Se manca una persona in questa lista, sei pregato di non aggiungerla, ma accertati piuttosto che la sua voce biografica contenga il template Bio e che i dati anagrafici siano correttamente compilati. Se il template Bio manca, inseriscilo tu stesso o, in alternativa, metti l'avviso {{tmp\|Bio}} che ne segnala la mancanza. Se i dati riportati sono sbagliati, correggi direttamente la voce biografica; le modifiche saranno visibili in questa lista entro pochi giorni. Per chiarimenti vedi il progetto antroponimi. La lista contiene solo le 117 persone che sono citate nell'enciclopedia e per le quali è stato implementato correttamente il template Bio. Pagina aggiornata al 6 mag 2025. |

Questa è una lista di persone presenti nell'enciclopedia che hanno il nome Andrea e sono politici.

## A(7)
- Andrea Abodi, politico, dirigente sportivo e dirigente d'azienda italiano (Roma, n. 1960)
- Andrea Aglietto, politico e partigiano italiano (Arenzano, n. 1888 - Savona, † 1965)
- Andrea Agnaletti, politico italiano (Regalbuto, n. 1932 - Tivoli, † 2015)
- Andrea Albergati, politico italiano (Pavia, n. 1965)
- Andrea Evaristo Alvigini, politico italiano (Torriglia, n. 1791)
- Andrea Annunziata, politico italiano (San Marzano sul Sarno, n. 1955)
- Andrea Augello, politico e saggista italiano (Novara, n. 1961 - Roma, † 2023)

## B(10)
- Andrea Badoer, politico e diplomatico italiano (n. 1515 - Vercelli, † 1575)
- Andrea Ballarè, politico italiano (Novara, n. 1967)
- Andrea Barabotti, politico italiano (Massa, n. 1985)
- Andrea Barducci, politico italiano (Firenze, n. 1958)
- Andrea Biancani, politico italiano (Pesaro, n. 1971)
- Andrea Bonetti, politico italiano (Brescia, n. 1946)
- Andrea Borri, politico italiano (Parma, n. 1935 - Monticelli Terme, † 2003)
- Andrea Borruso, politico italiano (Milano, n. 1936 - Milano, † 2018)
- Andrea Buffoni, politico italiano (Nogent-sur-Marne, n. 1940)
- Andrea Buracchio, politico italiano (Pescara, n. 1959)

## C(17)
- Andrea Calenda di Tavani, politico e prefetto italiano (Nocera Inferiore, n. 1831 - Roma, † 1904)
- Andrea Caroppo, politico italiano (Poggiardo, n. 1979)
- Andrea Caso, politico italiano (Napoli, n. 1985)
- Andrea Casu, politico italiano (Roma, n. 1981)
- Andrea Causin, politico italiano (Venezia, n. 1972)
- Andrea Cavicchioli, politico italiano (Murlo, n. 1953)
- Andrea Cecconi, politico italiano (Pesaro, n. 1984)
- Andrea Chiti-Batelli, politico, funzionario e saggista italiano (Firenze, n. 1920 - Roma, † 2023)
- Andrea Cioffi, politico italiano (Massa, n. 1962)
- Andrea Cittadella Vigodarzere, politico italiano (Treviso, n. 1804 - Firenze, † 1870)
- Andrea Colletti, politico italiano (Pescara, n. 1981)
- Andrea Corner, politico e diplomatico italiano (Venezia, n. 1686 - Castelfranco, † 1730)
- Andrea Corsaro, politico italiano (Vercelli, n. 1958)
- Andrea Costa, politico italiano (Imola, n. 1851 - Imola, † 1910)
- Andrea Costa, politico italiano (La Spezia, n. 1970)
- Andrea Cozzolino, politico italiano (Napoli, n. 1962)
- Andrea Crippa, politico italiano (Monza, n. 1986)

## D(11)
- Andrea Dandolo, politico e diplomatico italiano (n. 1306 - Venezia, † 1354)
- Andrea Dandolo, politico e ammiraglio italiano († 1298)
- Andrea Dara, politico italiano (Castel Goffredo, n. 1979)
- Andrea De Leo, politico e avvocato italiano (Sala Consilina, n. 1849 - † 1915)
- Andrea De Maria, politico italiano (Bazzano, n. 1966)
- Andrea De Priamo, politico italiano (Roma, n. 1971)
- Andrea Carmine De Simone, politico italiano (Montoro Inferiore, n. 1954)
- Andrea Delmastro Delle Vedove, politico italiano (Gattinara, n. 1976)
- Andrea Di Giuseppe, politico e imprenditore italiano (Roma, n. 1968)
- Andrea de Bertoldi, politico italiano (Bolzano, n. 1966)
- Andrea de' Pazzi, politico italiano (Firenze, n. 1372 - Firenze, † 1445)

## F(7)
- Andrea Ferrazzi, politico e autore televisivo italiano (Venezia, n. 1969)
- Andrea Ferro, politico italiano (Tivoli, n. 1972)
- Andrea Filippa, politico italiano (Torino, n. 1926)
- Andrea Finocchiaro Aprile, politico italiano (Palermo, n. 1878 - Palermo, † 1964)
- Andrea Fluttero, politico italiano (Chivasso, n. 1958)
- Andrea Foscolo, politico, diplomatico e militare italiano (Venezia, n. 1450 - Venezia, † 1528)
- Andrea Furegato, politico italiano (Lodi, n. 1997)

## G(11)
- Andrea Gentile, politico italiano (Rogliano, n. 1980)
- Andrea Geremicca, politico italiano (Napoli, n. 1933 - Napoli, † 2011)
- Andrea Gherardini, politico italiano (Firenze)
- Andrea Giaccone, politico italiano (Savigliano, n. 1976)
- Andrea Giarrizzo, politico italiano (Vittoria, n. 1992)
- Andrea Gibelli, politico italiano (Codogno, n. 1967)
- Andrea Giorgis, politico italiano (Torino, n. 1965)
- Andrea Gios, politico, dirigente sportivo e ex hockeista su ghiaccio italiano (Asiago, n. 1963)
- Andrea Glavina, politico e scrittore italiano (Valdarsa, n. 1881 - Pola, † 1925)
- Andrea Gnassi, politico italiano (Rimini, n. 1969)
- Andrea Guarneri, politico italiano (Palermo, n. 1826 - Palermo, † 1914)

## L(5)
- Andrea Lissoni, politico italiano (Monza, n. 1807 - Milano, † 1878)
- Andrea Lorenzetti, politico e partigiano italiano (Ancona, n. 1907 - Mauthausen, † 1945)
- Andrea Losco, politico italiano (Cardito, n. 1951)
- Andrea Lulli, politico italiano (Prato, n. 1953)
- Andrea Lutzu, politico e ingegnere italiano (Oristano, n. 1962)

## M(14)
- Andrea Maestri, politico italiano (Ravenna, n. 1975)
- Andrea Manciulli, politico italiano (Piombino, n. 1969)
- Andrea Mandelli, politico e farmacista italiano (Monza, n. 1962)
- Andrea Marabini, politico italiano (Imola, n. 1892 - Imola, † 1984)
- Andrea Marcucci, politico e imprenditore italiano (Barga, n. 1965)
- Andrea Margheri, politico italiano (Firenze, n. 1938)
- Andrea Martella, politico italiano (Portogruaro, n. 1968)
- Andrea Mascagni, politico, partigiano e musicista italiano (San Miniato, n. 1917 - Trento, † 2004)
- Andrea Mascaretti, politico italiano (Milano, n. 1965)
- Andrea Luigi Mazzini, politico italiano (Pescia, n. 1814 - Marsiglia, † 1849)
- Andrea Meneghini, politico italiano (Padova, n. 1806 - Padova, † 1870)
- Andrea Merlotti, politico italiano (Mantova, n. 1960 - † 2002)
- Andrea Mocenigo, politico e storico italiano (Venezia, n. 1473 - Padova, † 1542)
- Andrea Molinari, politico italiano (Bergamo, n. 1816 - Bergamo, † 1899)

## N(1)
- Andrea Negrari, politico italiano (Treschietto, n. 1920 - Firenze, † 1988)

## O(5)
- Andrea Olivero, politico italiano (Cuneo, n. 1970)
- Andrea Orlando, politico italiano (La Spezia, n. 1969)
- Andrea Orsini, politico italiano (Milano, n. 1959)
- Andrea Ossoinack, politico italiano (Fiume, n. 1876 - Merano, † 1965)
- Andrea Ostellari, politico italiano (Campo San Martino, n. 1974)

## P(6)
- Andrea Paganella, politico italiano (Roncoferraro, n. 1974)
- Andrea Papini, politico italiano (Bologna, n. 1948)
- Andrea Pastore, politico italiano (Caramanico Terme, n. 1947)
- Andrea Pellicini, politico italiano (Varese, n. 1970)
- Andrea Pieroni, politico italiano (Montopoli in Val d'Arno, n. 1958)
- Andrea Podestà, politico italiano (Genova, n. 1832 - Genova, † 1895)

## Q(1)
- Andrea Quartini, politico italiano (Gambassi Terme, n. 1960)

## R(9)
- Andrea Raggio, politico italiano (Cagliari, n. 1929 - Cagliari, † 2013)
- Andrea Ranieri, politico italiano (Sarzana, n. 1943)
- Andrea Ricci, politico italiano (Senigallia, n. 1965)
- Andrea Rigoni, politico italiano (Milano, n. 1960)
- Andrea Romano, politico e storico italiano (Livorno, n. 1967)
- Andrea Romizi, politico italiano (Assisi, n. 1979)
- Andrea Ronchi, politico italiano (Perugia, n. 1955)
- Andrea Rossi, politico italiano (Scandiano, n. 1976)
- Andrea Ruggieri, politico e editorialista italiano (Roma, n. 1975)

## S(3)
- Andrea Secco, politico italiano (Venezia, n. 1835 - Solagna, † 1889)
- Andrea Soddu, politico italiano (Nuoro, n. 1974)
- Andrea Superchj, politico sammarinese

## T(3)
- Andrea Tagliasacchi, politico italiano (Castelnuovo di Garfagnana, n. 1959)
- Andrea Tremaglia, politico italiano (Bergamo, n. 1987)
- Andrea Tron, politico italiano (Venezia, n. 1712 - Monigo, † 1785)

## V(4)
- Andrea Vallascas, politico italiano (Cagliari, n. 1975)
- Andrea Vendramin, politico italiano (Venezia, n. 1400 - Venezia, † 1478)
- Andrea Venzon, politico italiano (Milano, n. 1992)
- Andrea Volpi, politico italiano (Roma, n. 1981)

## Z(3)
- Andrea Zafferani, politico sammarinese (Fiorentino, n. 1982)
- Andrea Zangara, politico italiano (Bagheria, n. 1940 - Bagheria, † 2011)
- Andrea Zanoni, politico italiano (Treviso, n. 1965)